# Tadeusz Zając (inspektor)
Tadeusz Jan Zając (ur. 1948 w Konstancinie) – polski prawnik, główny inspektor pracy w latach 1999–2002 oraz 2008–2011.

## Życiorys
Ukończył studia na Wydziale Prawa i Administracji Uniwersytetu Warszawskiego. Do 1984 pracował w budownictwie, m.in. jako kierownik działu kadr w Kombinacie Budownictwa Miejskiego w Warszawie. Następnie do 2004 zawodowo związany z Państwową Inspekcją Pracy, od 1985 na stanowisku inspektora. Zatrudniony w Okręgowym Inspektoracie Pracy w Warszawie oraz jako główny specjalistą w departamencie prawnym Głównego Inspektoratu Pracy. Od 1991 do 1993 i ponownie w latach 1997–1999 pełnił funkcję zastępcy głównego inspektora pracy.
W 1998 uzyskał mandat radnego Warszawy z ramienia AWS-NSZZ "S". W latach 1999–2002 zajmował stanowisko głównego inspektora pracy. Powrócił do Okręgowego Inspektoratu Pracy w Warszawie, a w 2004 został dyrektorem Wojewódzkiego Urzędu Pracy w Warszawie.
W 2008 marszałek Sejmu ponownie powierzył mu obowiązki głównego inspektora pracy. W 2011 podał się do dymisji, która została przyjęta.